# Lansettvingad malmätare
Lansettvingad malmätare (Eupithecia lanceata) är en fjärilsart som beskrevs av Jacob Hübner 1826. Lansettvingad malmätare ingår i släktet Eupithecia och familjen mätare. Arten är reproducerande i Sverige. Inga underarter finns listade i Catalogue of Life.

## Bildgalleri

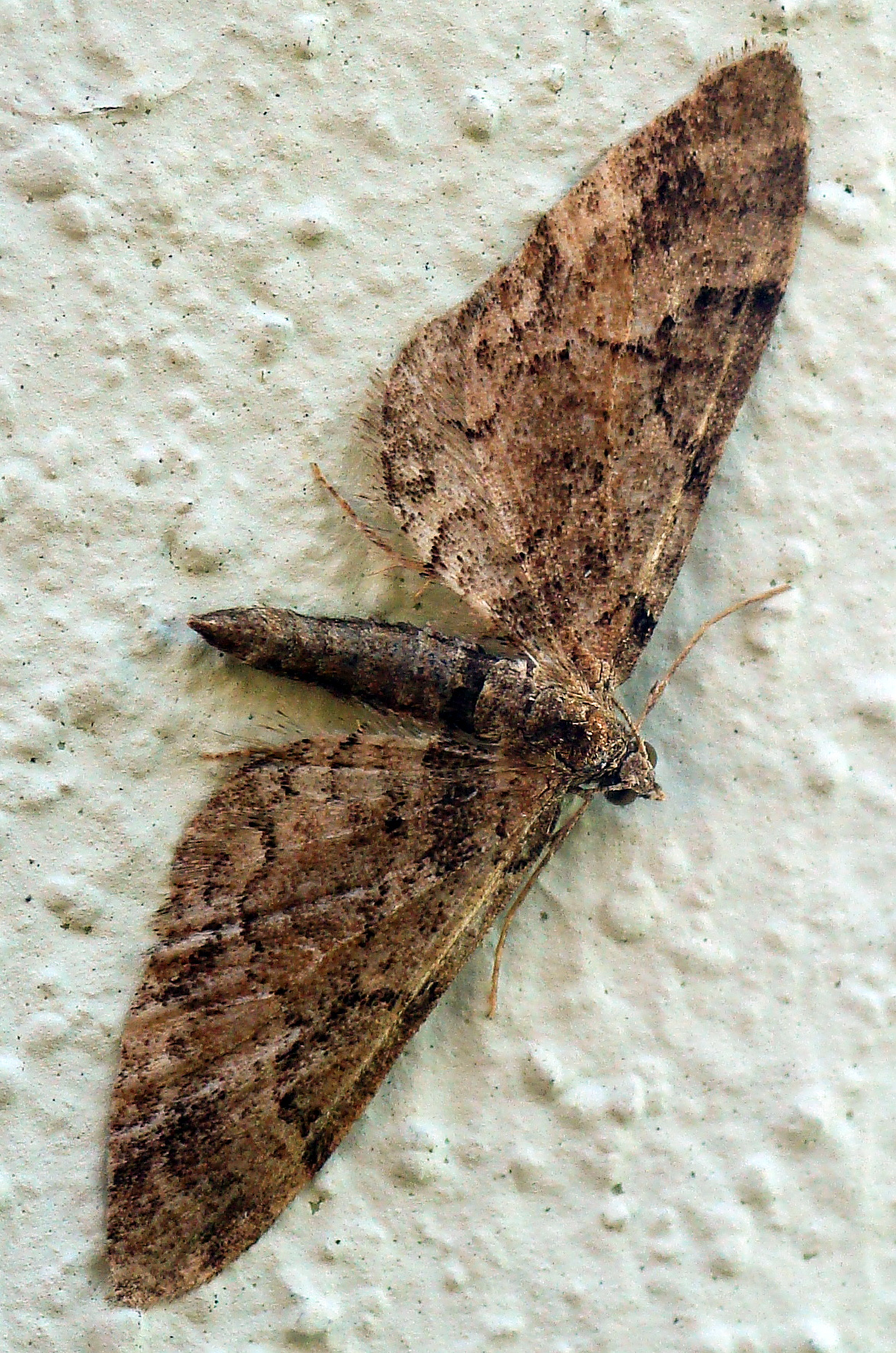